# زیگفرید راپ
زیگفرید راپ (آلمانی: Siegfried Rapp؛ ‏ ۱۹۱۹–۱۹۸۲) موسیقی‌دان و نوازنده پیانو اهل آلمان بود. 
او در جریان جنگ جهانی دوم دست راستش را از دست داد و از آن پس، به اجرای موسیقی با یک دست (تنها دست چپ) می‌پرداخت. شهرت او امروزه به‌واسطهٔ نخستین اجراکنندهٔ «کنسرتو شماره ۴ برای دست چپ، اپوس ۵۳» اثر سرگئی پروکفیف است.